# Ne’ot Afeka
Ne’ot Afeka (hebr. נאות אפקה; Właściwy Afeka) – osiedle mieszkaniowe w Tel Awiwie, znajdujące się na terenie Dzielnicy Drugiej.

## Położenie

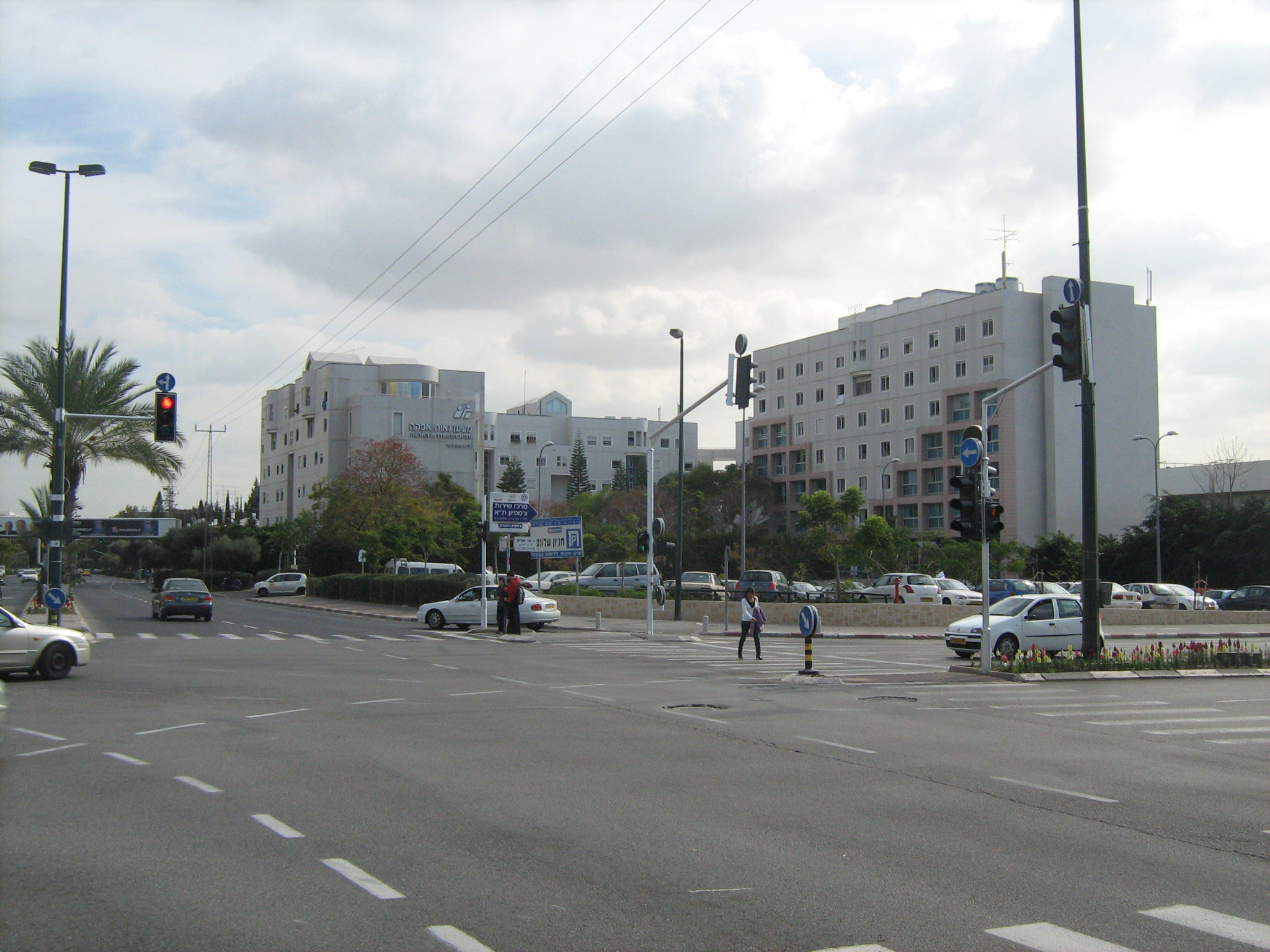
Osiedle Ne’ot Afeka

Osiedle leży na nadmorskiej równinie Szaron. Jest położone w północno-wschodniej części aglomeracji miejskiej Tel Awiwu, na północ od rzeki Jarkon. Zachodnią granicę osiedla stanowi ulica Bnei Ephraim, za którą znajduje się osiedle Tel Baruch. Na północy za ulicą Bnei Ephraim znajduje się osiedle Newe Gan oraz cmentarz Kirjat Saul. Na wschodzie za ulicami Moshe Sneh, HaRav Gliksberg i Pinhas Rosen znajdują się osiedla Ramot Cahala, Rewiwim i Newe Dan. Południową granicę wyznacza ulica Mivtsa Kadesh, za którą znajdują się osiedla Hadar Josef i Ma’oz Awiw.
Ulica Avraham Shlonsky dzieli osiedle na dwie części: południową Ne’ot Afeka A i północną Ne’ot Afeka B.

## Historia
Początki osiedla datują się na lata 60. XX wieku, kiedy to przy tutejszej fabryce powstały pierwsze domy mieszkalne dla robotników. W latach 90. nastąpiła rozbudowa osiedla.

## Architektura
Zabudowa osiedla składa się z budynków wielorodzinnych wzniesionych z "wielkiej płyty". W południowo-wschodniej części osiedla znajduje się mieszkaniowy drapacz chmur 2 Kehilat Venezia, który ma 19 kondygnacji. Tuż przy nim znajdują się mniejsze wieżowce: 14 Kehilat Saloniki o 13 piętrach oraz 10 Kehilat Saloniki o 12 piętrach.
W południowej części osiedla znajduje się Park Berlin, a w północnej części Park Weits.

## Edukacja

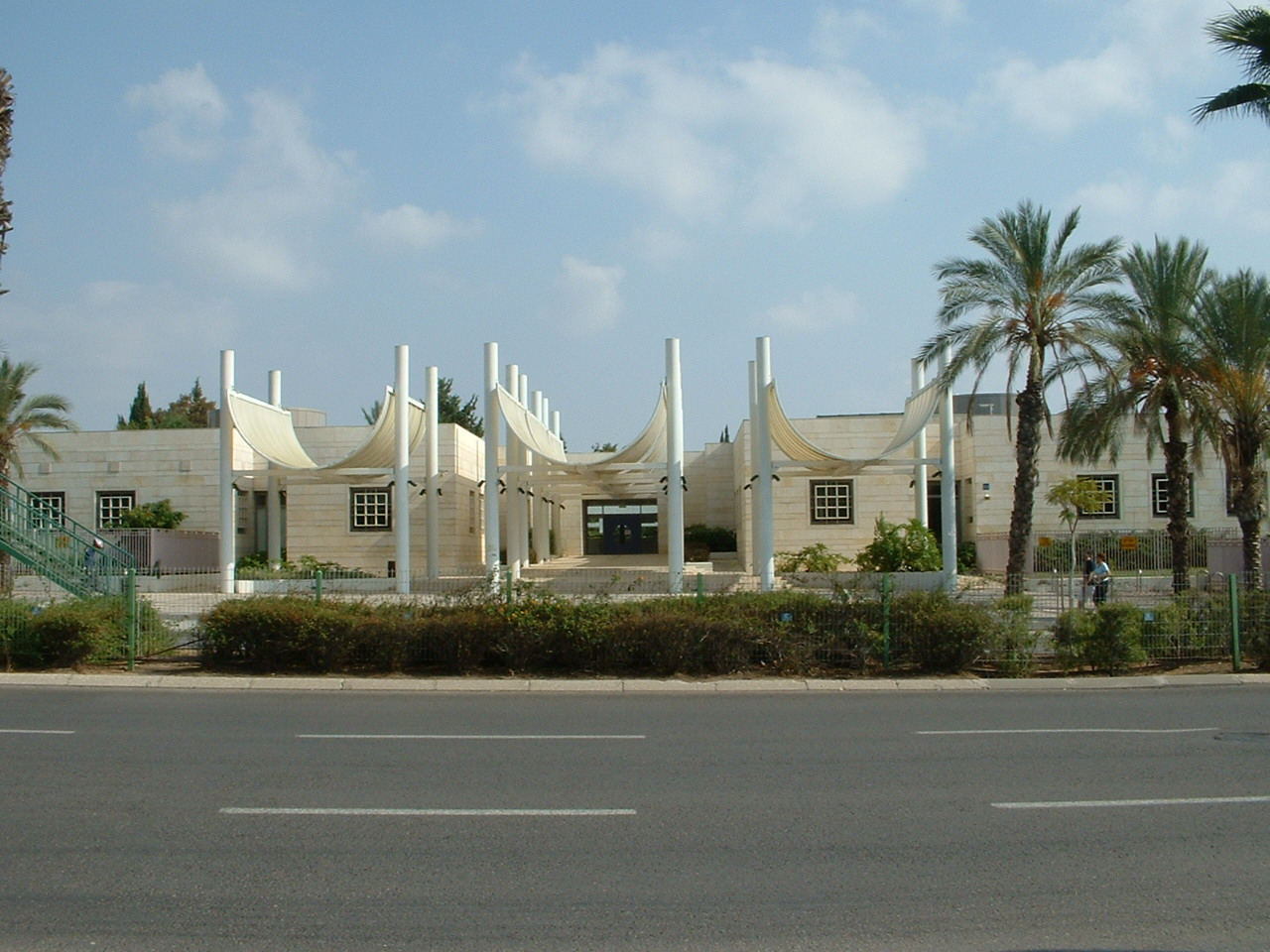
College Afeka College of Engineering

W zachodniej części osiedla znajduje się średnia szkoła Lady Davis. Tuż obok znajduje się College Inżynierii Afeka (Afeka College of Engineering). College został założony w 1996 i składa się z pięciu budynków w których około 2 tys. studentów kształci się z zakresu inżynierii elektrycznej i elektronicznej, inżynierii mechanicznej, oprogramowania komputerowego, inżynierii przemysłowej i inżynierii medycznej. Uczelnia ta w 2010 zajęła 20. miejsce w rankingu izraelskich szkół wyższych.

## Gospodarka
W południowo-wschodniej części osiedla znajduje się duży kompleks centrum handlowego. Drugie, mniejsze centrum handlowe znajduje się w północno-zachodniej części osiedla.

## Infrastruktura
W południowo-wschodniej części osiedla znajduje się przychodnia zdrowia. Przy ulicy Avraham Shlonsky znajduje się ośrodek opieki nad ludźmi starszymi „Mishan”. W ośrodku znajdują się różnorodne gabinety fizjoterapii oraz sale gimnastyczne i gabinety lekarskie. W osiedlu jest także jedna apteka.
Przy ulicy Lamdan znajduje się siedziba Straży Cywilnej.

## Sport i rekreacja
W południowej części osiedla znajduje się Centrum Sportowe Hadar Afeka.

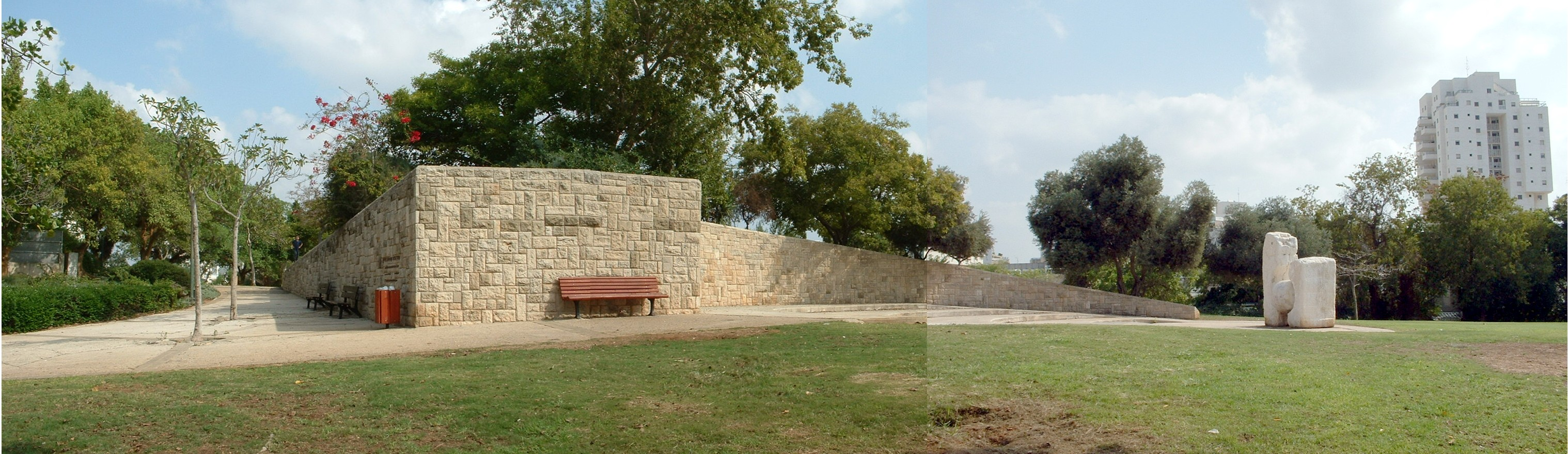
Park Berlin

## Transport
Główną ulicą osiedla jest Avraham Shlonsky, którą jadąc na zachód dojeżdża się do autostrady nr 20  (Ayalon Highway), lub jadąc na wschód dojeżdża się do drogi nr 482  (Tel Awiw-Herclijja). Jadąc nią na północ dojeżdża się do autostrady nr 5  (Tel Awiw-Ari’el).